# Krotal

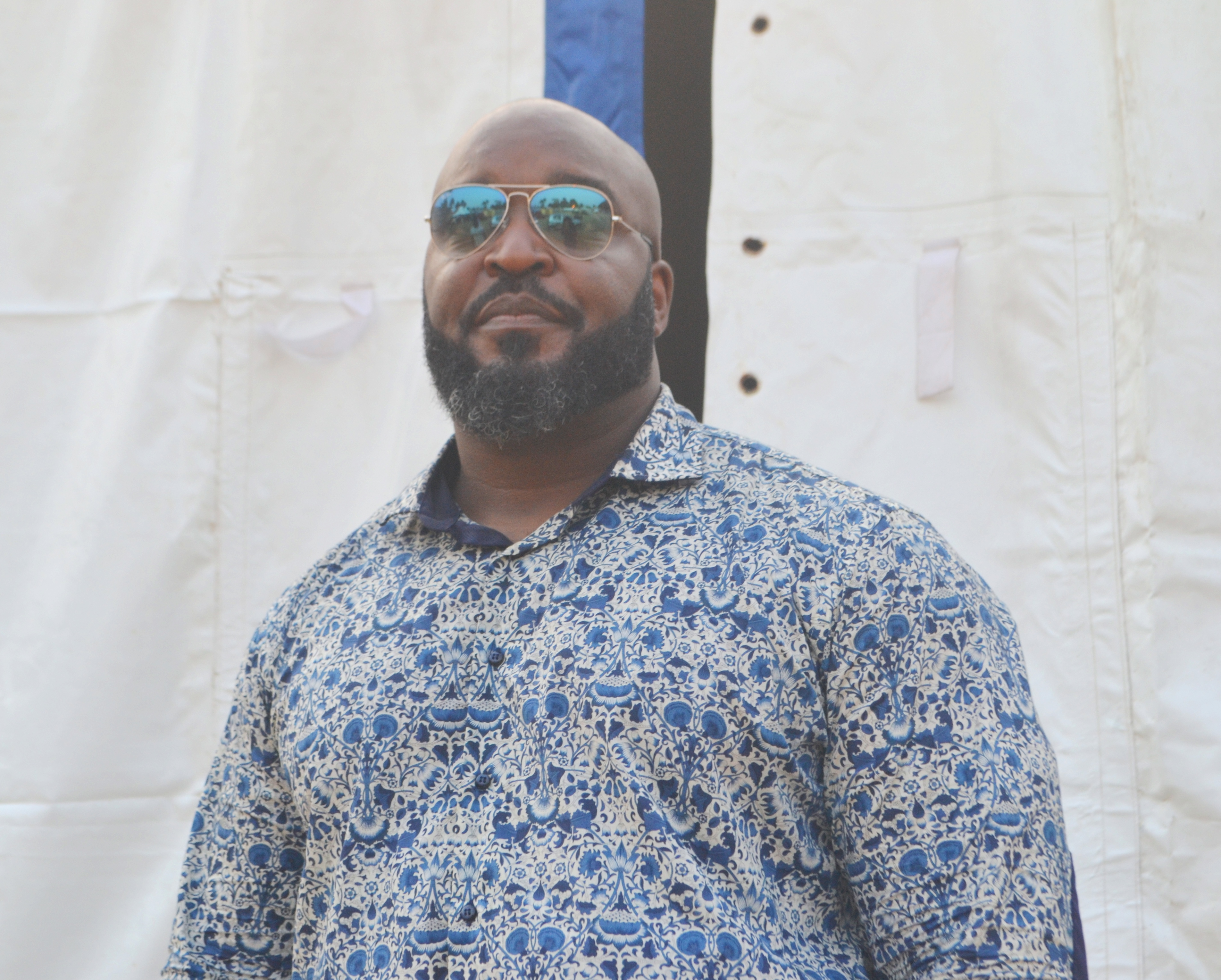
Krotal, 2017

Krotal (bürgerlich: Paul Edouard Etoundi Onambélé; * 2. Oktober 1975 in Yaoundé) ist ein Singer-Songwriter aus Kamerun. Seine Musikrichtung ist Hip-Hop.

## Leben
Krotal arbeitete als Toningenieur bei der Firma MAGIX. Während dieser Zeit trat er mit seiner Gruppe "Anonym" und mit dem Kollektiv "Magma Fusion" auf und nahm 1997 am Rencontres Musicales Yaoundé, einem Musikfest in Yaoundé, der Hauptstadt des Landes teil. Hier agierte er mit der Gruppe Positive Black Soul. Danach nahm er am Dakar Rap Festin teil. Krotal rappt in Französisch und teilweise auch in seiner Muttersprache. 2003 kam sein Album " Vert Rouge Jaune" (Grün-Rot-Gelb) heraus und wurde ein Erfolg.

## Diskografie
- 2003: Vert Rouge Jaune
- 2007: La BO de nos Lifes